# Huonodon gadus
Huonodon gadus är en snäckart som först beskrevs av Dell 1954.  Huonodon gadus ingår i släktet Huonodon och familjen Charopidae. Inga underarter finns listade i Catalogue of Life.